# Rudolf IV. Habsburški
Rudolf IV., imenovan Ustanovitelj, vojvoda Avstrije iz rodbine Habsburžanov, * 1. november 1339, Dunaj, † 27. julij 1365, Milano.
Bil je najstarejši sin vojvode Albrehta II. in Ivane Pfirtske.  Oženjen je bil s Katarino Luksemburško, hčerko cesarja Karla IV. Po očetovi smrti leta 1358 je postal vojvoda Avstrije. 
Rudolf IV. si je močno prizadeval za rast moči Habsburžanov. Z dednimi pogodbami je skušal razširiti oblast nad Tirolsko in Luksemburg. Leta 1363, po smrti tirolskega grofa Majnharda III. je z njegovo materjo Margareto Tirolsko podpisal dedno listino, s katero so Habsburžani postali dediči grofije.
Odločilna za razvoj Habsburžanov je bila ponarejena listina Privilegium maius (1358), s katero je Rudolf IV. ponaredil listino Privilegium minus iz leta 1156, ki govori o povzdignjenju Avstrije v vojvodino in pravicah avstrijskih vojvod. Ponaredek je Avstrijo razglasil za nadvojvodino in nosilcem naslova zagotavljal pravice enake tistim, ki jih Zlata bula zagotavlja volilnim knezom. 
Vendar cesar Karel IV. Luksemburški ponaredka ni želel priznati. Rudolf IV. je uveljavil le pridobitev naziva nadvojvod v zvezi s Koroško in obredom ustoličevanja.
V svojih prizadevanjih je Rudolf IV. leta 1359 pričel z gradnjo stolnice sv. Štefana na Dunaju ter leta 1365 ustanovil Univerzo na Dunaju. Istega leta je ustanovil tudi Novo mesto, ki ga je po sebi poimenoval Rudolphswerth. 
Po njegovi smrti sta skupaj zavladala njegova mlajša brata Albreht III. Habsburški in Leopold III. Habsburški.
Do danes se je ohranil njegov pogrebni plašč, ki ga hrani Dunajski stolni in škofijski muzej.